# Liochthonius propinquus
Liochthonius propinquus är en kvalsterart som beskrevs av Wojciech Niedbała 1972. Liochthonius propinquus ingår i släktet Liochthonius och familjen Brachychthoniidae. Inga underarter finns listade i Catalogue of Life.